# サラ・ハルド
サラ・トリア・ハルド（Sara Trier Hald、1996年6月4日 - ） はデンマークのハンドボール選手で、TTHホルステブロー所属。

## 国際的な章
- EHF Cup Winners' Cup:
  - 受賞: 2016年
- EHF Cup:
  - 受賞: 2015年

## 個人受賞
- All-Star Line選手　EHF Junior European Championship: 2015年度